# El Gran Silencio
El Gran Silencio es una banda mexicana de rock mestizo originaria de la ciudad de Monterrey y fundada en el año 1992. Tiene un estilo ecléctico que fusiona el rock, el ska, el reggae, el rap, el hip-hop y música tradicional latinoamericana como la cumbia, el vallenato y el norteño.
Sus letras tienden a ser bohemias y con constantes menciones a la vida de "barrio" en vecindarios de su querido Monterrey, Nuevo León. Han grabado siete álbumes hasta el momento, once sencillos, y participaron de seis soundtracks, cinco tributos y diecisiete colaboraciones.

## Música
El Gran Silencio es considerado único en la escena mexicana debido a sus influencias y fusiones (hip-hop, reggae, norteño, cumbia, rock and roll, polka, huapango y vallenato). Su mayor y más constante influencia reside en ritmos latinos tradicionales con presencia del acordeón. La banda nombra su trabajo "freestyle norteño popular", sin embargo el fundador, Cano Hernández, suele relacionar su estilo con el rock, argumentando que el rock ha demostrado que mezclar géneros es posible manteniendo la esencia rebelde original.
El Gran Silencio ha conquistado toda la República Mexicana con Chúntaro Style y Dormir Soñando, ha conquistado a bandas como Red Hot Chili Peppers,[cita requerida] y ha tocado en diferentes partes del mundo como Estados Unidos, Japón, Holanda, Inglaterra, Bélgica, España, Costa Rica, entre otros países. Ha colaborado con artistas como Los Auténticos Decadentes, Kumbia Kings, Celso Piña, Pato Machete, Inspector, Jonaz entre otros. Su música ha trascendido fronteras desde sus inicios en Libres y Locos.
Con su disco Chúntaros Radio Poder se coronaron e hicieron un parteaguas en el rock mexicano, logrando fusionar ritmos que nadie en la época de los 2000 se atrevía a combinar, obteniendo el reconocimiento de mucha gente, así como algunas críticas malas[cita requerida]. Logró ser parte de la historia del rock mexicano, siendo pieza clave para abrir el camino a muchas generaciones de nuevas bandas. Su éxito fue tan grande que artistas como Ruben Albarrán o bandas como Botellita de Jerez les dieron su reconocimiento.[cita requerida]
Ha estado en 9 ediciones del Vive Latino presentándose en el escenario principal, siendo de las bandas que más ha participado en dicho festival, haciendo colaboraciones en el mismo con invitados con Los Ángeles Negros, Celso Piña. Asimismo, ha participado en Sinfónico Rock en Tu Idioma y en festivales como Machaca, P'al Norte, Corona Music Fest, Tecate Comuna, Tecate Supremo, Cervantino, entre otros.
En 2003 fueron nominados a los Premios Grammy en la categoría de "Mejor Álbum Alternativo" por su disco Super Riddim Internacional Vol. 1. Ha colaborado con la Avazanda Sinfónica junto a Chetes, Pato Machete, Kinky, entre otros.

## Formación de la banda
La banda surgió de la colonia Unidad Modelo al poniente de Monterrey México, fundada por Cano Hérnandez y Papo inicialmente en 1992. Originalmente llamada "La Zona del Silencio" con sólo una armónica barata, una guitarra y un bote, empezaron a tocar creando música por diversión, con una guitarra prestada de su hermano Tony Hernández, quien en ese momento estaba en la banda llamada Amnesia, pero tiempo después formaría parte de El Gran y además, estuvo involucrado en los primeros demos de la banda. Después de encontrar una banda con el mismo nombre deciden cambiarlo a "El Gran Silencio", influenciados por una canción de Rodrigo "Rockdrigo" González, un cantante/compositor fallecido en el terremoto de 1985.
La banda empezó a tomar popularidad en la época de los 90's en la ciudad de Monterrey; atraían la atención de la gente, por su manera rupestre de tocar con instrumentos acústicos y en ocasiones con botes, los cuales  muchos músicos no consideraban instrumentos reales y los criticaban por su manera de hacer la cosas. Empezaron tocando en escuelas, ganando algunos concursos inclusive  por encima de muchas bandas con guitarras distorsionadas. Así, El Gran Silencio empezó a tomar terreno en la escena local de Nuevo León.

## Ufunofo y Dofos
Los primeros demos comenzaron a grabarse en los primeros años de la banda con canciones como El Duende, Payasos, Creaturas de Luz, Rehílete, Perdido, Tonta Canción de Amor, Soy Nuevo Aquí entre otras.
El "Ufunofo" (que significa Uno en el idioma de la "F") fue el primer material de El Gran Silencio, grabado de manera casera con una Tascam que Tony Hernández tenía en su casa, éste se descompuso en plena grabación, por lo que nunca se pudieron grabar las voces y se quedó en el olvido con toda la música, ya  que nunca salió a la luz; en sus inicios Cano Hernández (Capricornio Man) quería hacer un disco de canciones con nombres de juegos, como Columpio, Rehilete.
En 1996 la banda decide grabar "Dofos" (que significa Dos en el idioma de la "F") el cual fue lanzado con una firma totalmente independiente. Este disco marcó el inicio de la discografía de El Gran Silencio, siendo el primero en aparecer con temas como Hipi Hapa, Mi Tesoro (cover de Ramón Ayala en ska), Columpio, entre otras; fue vendido en formato de casete con dibujos hechos a mano. Como anécdota extraña, menciona Tony Hernández que al grabar Tonta Canción de Amor N.º 2 se percataron de que se encontraba grabada una frase en inglés de otra grabación, ya que en ese entonces se re utilizaban las cintas de grabación, al notar esto decidieron dejarla porque les gustó como quedaba en la canción.
El Gran Silencio participó en varios concursos locales resultando ganador en uno de ellos. En sus inicios era común verlos en el programa "Desvelados" de Multimedios Televisión conducido por Juan Ramón Palacios el cual fue precursor de muchas bandas regiomontanas como El Gran, ya que se les dio un espacio para mostrar su música.

## Libres y Locos
Después de la salida de Papo, la alineación de El Gran Silencio quedaría formada por: Cano Hernández, Tony Hernández, Julián Villareal y Ezequiel Alvarado. En un inicio la banda se negaba a firmar su primer contrato discográfico, pero tiempo después cedieron y firmaron para EMI Music.
Antes de entrar al estudio de grabación la banda realizó demos de lo que sería su primer álbum con la disquera en el estudio de Los Temerarios. En esas grabaciones se realizó una colaboración con Control Machete en la canción Mitote, misma que no pudo ser grabada para el disco porque pertenecían a otra disquera. Dentro del estudio Tony se encontraba inquieto por grabar Decadencia con un acordeón ya que la parte de en medio lleva una Cumbia y sentía que era necesario tenerlo, pero no tenían quien grabara dicho instrumento, por lo cual le dicen a su entonces mánager Poncho Álvarez que necesitaban a una persona que supiera tocar Acordeón; Poncho les presentó a su primo Isaac "Campa" Valdez, quien en ese momento solo se limitó a grabar el demo, pero continuó frecuentando a la banda, visitándolos en los ensayos llevando su instrumento para tocar la canción que había grabado con ellos, por lo que posteriormente deciden integrarlo a El Gran Silencio.
Su primer lanzamiento comercia,l Libres y locos, grabado en el año de 1997 en la ciudad de New York, fue producido por Andrés Levín, mismo que eligieron como productor después de hablar con David Byrne y preguntarle sobre quién le produjo una de sus canciones, quien se encontraba deseoso de ser el productor. La banda viajó hacia los Estados Unidos para comenzar con lo que sería su primer éxito mundial. Libres y Locos es uno de los discos favoritos de los aficionados, pero no de los integrantes de la banda, por el hecho de incluir temas grabados en su primer disco Dofos como Tonta Canción de Amor, Columpio, Perdido, entre otros, dejando algunas canciones de lado, pero fueron incluidos a petición de su productor. El álbum se limitó a solo 14 canciones por la disquera, por lo que la canción Libres y Locos al final trae un track oculto, una canción llamada "Yo Soy" la cual fue oculta para poder incluirla en el disco. Curiosidades del disco: "Rehilete" tiene distorsión en la batería, "Contrareloj" tiene unos scratches hechos por Tony Hdz con unos viniles que le regaló David Byrne, Creaturas de Luz tiene una flauta grabada por un integrante de King Changó, en Guacharaca Scratch en realidad no suena una Guacharaca ya que ésta la olvidaron en Monterrey y fue imposible conseguir una en New York. Blanquito Man estuvo presente durante gran parte del proceso de grabación.
Uno de los temas emblemáticos en el fútbol regiomontano fue "Mitote" mismo que ponían en el medio tiempo en el estadio de los Tigres, antes de que fuera grabado en New York, así mismo la barra del equipo de futbol Tigres de la Universidad Autónoma de Nuevo León, adoptó el nombre de "Libres y Locos" por la canción Guacharaca Scratch en donde hace mención de esta frase.
El disco tuvo 5 "singles" siendo de los discos con más sencillos en su época. "Dormir Soñando" fue uno de los sencillos de este disco y alcanzó un éxito muy grande, y del cual se grabaron dos videoclips: uno con una sola toma y otro que incluye imágenes de perros con sus dueños, "No Sabemos Amar", "Tonta Canción de Amor No. 2" y "Decadencia" a su vez también tuvieron video. Con este álbum lograron visitar Europa y consiguen un éxito internacional.
Como dato extraño, la carátula del Disco es una Tortilla, y cuando lo quitas por la parte de abajo se puede apreciar un comal en la tapa de la caja. Para esta época canciones como "Carta a Zapata" se quedaron como canciones inéditas que después fueron publicadas por los aficionados.

## Chúntaros Radio Poder
Corría el año del 2000 y El Gran Silencio se encontraba dispuesto a grabar su tercer álbum de estudio; después de la salida de Julián Villarreal, deciden meter a César Hernández "Vulgar" al bajo. El disco fue publicado en el 2001 bajo el sello de EMI Music, y grabado en la ciudad de Monterrey N.L. en los Estudios NEXT. A diferencia de su anterior disco, deciden ser ellos mismos los productores, hecho que tuvo grandes críticas de los músicos regiomontanos por no contar con un productor y un gran estudio para la grabación. A pesar de los pronósticos de muchos El Gran Silencio tuvo un gran éxito con este disco, creando un estilo totalmente nuevo y único que muchos grupos intentaron copiar, en especial en el norte del país. Con esta nueva faceta lograron dar a conocer el término "Chúntaro" a nivel mundial, dando una nueva perspectiva de El Gran Silencio, demostrando que es una banda que no tiene límites musicales y es capaz de mezclar gran variedad de géneros.
El disco inicialmente contaba con 19 canciones, pero después se lanzó una reedición con 20 tracks incluyendo "Déjenme si Estoy Llorando" tema de Nelson Ned, el cual fue grabado con los North Siders, banda regiomontana de Hip-Hop, y a su vez este tema fue parte de la banda sonora de la película "Piedras Verdes". Entre las canciones se puede apreciar a locutores regiomontanos como Lacho Pedraza, Juan Ramón Palacios, Germán Pluma entre otros, presentando las canciones haciendo alusión a una radiodifusora.
Los sencillos que fueron extraídos de este material son: "Chúntaro Style", "Círculo de Amor", "Cumbia Lunera" y "Déjenme si Estoy Llorando". Los géneros en este disco son variados, desde un chotis en la canción "La Iguana", "Electrónica" es una canción programada por beats, "Beat Box Cazoo"  fue grabada con puras voces, y también se incluye una polka, "La Kalaka", entre una gran variedad de música.
Como dato extra, la grabadora que aparece en la portada del disco, fue decorada por Tony Hernández quien es dueño de la misma, y el diseño gráfico en esta ocasión corrió por parte de la banda.
Para esta época la banda participó en la banda sonora de la película "Price of Glory" con el tema "Todo se lo debo a mi manager", así mismo participó en dos álbumes tributo: Un Tributo (a José José) con el tema "Lo que no fue, no será" y en El más grande homenaje a Los Tigres del Norte con la canción "América".
Entre los featuring de esta época destacan "Exorciza tus miedos" con Cecilia Toussaint, "Borriquito" con Peret, "Sueño con el Mar" y "Marzo 2001" con Javier López y sus Reyes Vallenatos, "Bailamela", "Welcome to Pasion" y "Dolor tú Causas" con La Verbena Popular. Una de las participaciones más populares fue la que realizaron con el músico regiomontano Celso Piña en su disco "Barrio Bravo", mismo que Celso quería que la banda produjera; por azares del destino estuvieron a punto de estar fuera del disco. Aun así, contra viento y marea grabaron y compusieron "Cumbia Poder", unas de las canciones más representativas del "Rebelde del Acordeón".
Algunos  grupos como Chicos de Barrio y Bermudas intentaron copiar el estilo de la banda con canciones como "El Baile del Gavilán" o "No Voy a Trabajar", confundiendo a mucha gente con el parecido musical. Pese a los problemas que llegaron a tener en ese momento, Chicos de Barrio y El Gran Silencio desarrollaron  una amistad, dejando sus diferencias  en el pasado.

## Súper Riddim Internacional Vol. 1
Su cuarto trabajo de estudio es titulado "Súper Riddim Internacional Vol. 1" el cual fue grabado también en la ciudad de Monterrey bajo la producción de ellos mismos. La  banda se encontraba en uno de los momentos más importantes de su carrera, después de tener un gran éxito con sus dos álbumes anteriores, por lo que decidieron meterse a grabar más de 40 canciones, con la idea de sacar más de un disco, así fue como comenzó la grabación y producción del Volumen 1 de lo que sería Súper Riddim Internacional.
Nuevamente bajo el sello EMI Music en el año del 2003 sale a la luz el álbum, el cual consiguió un gran éxito lo que los llevó a pisar por primera vez escenarios en Japón y Holanda, donde conquistan multitudes de gente y lograron un éxito rotundo. "Super Riddim Internacional", "Song Bomb" y "Buenos días" fueron los sencillos lanzados para promocionar el álbum, lo que los llevaría a ser nominados a los premios Grammy en la categoría de "Mejor Álbum Alternativo". 
La banda anunció dentro del disco y gira la continuación de la producción musical en un Volumen 2, mismo que nunca sale a la luz por decisión de la disquera, quedando las canciones guardadas hasta el día de hoy. Entre los temas inéditos que nunca salieron se encuentra "Tú no Tocas Rock", "La Desafinada", "120 Beats por Minuto", entre otros, temas que fueron revelados por integrantes de la banda y la comunidad de fanes de El Gran Siencio, en foros desaparecidos como Radio Chango y otros lados.
Entre los Featuring más destacados de esta época se encuentra: "A los Piropos" con Los Auténticos Decadentes, "El Hijo del Machin" con Machingon, "Con todo el Sabor", "Cliffs of Dover", "Al Caminar", "Cumbia Revolucha" y "Mi Morena" con Los Capi, "Ciudad Matriz" con Lingo Squad, y "Loca" con Thalia mismo que nunca salió a la luz.
El Gran participó en la Producción y Colaboración del tema "No tengo Dinero" de los Kumbia Kings junto a Juan Gabriel a petición de él mismo.

## Comunicaflow Underground
Después de tres años, y sin respuesta al Volumen 2 del Super Riddim, El Gran Silencio lanza en 2006 bajo el sello de EMI Music su quinto álbum titulado "Comunicaflow Undergroud" producido por ellos mismos, el cual sería el último que fue lanzado con la disquera para posteriormente convertirse en una banda independiente. Para este entonces El Gran Silencio se queda sin bajista, por lo que la imagen del grupo solo salen 4.
El disco consta de 16 tracks en su mayoría son beats en lugar de baterías, por el echo de ser en su mayoría hip hop y rap, El Álbum adopta este estilo por el echo de que la Comunicación es el medio por el cual nos comunicamos, el Flow la manera de expresar las palabras y Underground por la naturaleza propia del Disco.
En este disco destacan temas como "Once Again", "Alma de B-Boy", "Se va", entre otros. Para este disco no se contó con Videoclips por falta de presupuesto de parte de la disquera ni tampoco tuvieron auge los sencillos en los Medios de Comunicación. Pero aun así se logró vender gran cantidad de discos sin ninguna promoción, demostrando el gran potencial de El Gran Silencio.
Featuring realizados en esta época: "Wepa" con La Siniestra, "Fuego" con Cuchos Boys. Para el año del 2007 fue lanzado el tema "Mi Casa" mismo que solo salió a nivel regional en Monterrey para el Forum de las Culturas Monterrey el cual salió con su videoclip.

## Vi-Vo
En el 2008 después de su ruptura con EMI Music y como banda Independiente, deciden plasmar toda la carga de energía de los Conciertos en vivo de El Gran Silencio en un CD. 
Vi-Vo es el nombre del Séptimo Álbum de El Gran Silencio. el cual tiene un formato de En vivo y es el primero en su tipo, un disco doble con los temas más emblemáticos de la banda, desde Libres y Locos hasta Comunicaflow Underground. Cabe destacar que el disco Dofos contenía algunos temas en vivo como "Vaqueros", pero nunca habían grabado de manera profesional. Este material contiene un track inédito llamado "Timbalero", mismo que se grabó en versión de estudio pero nunca salió. Con un total de 23 tracks se compone de dos discos, uno llamado Vi y el otro Vo, el cual fue vendido solo en sus tocadas y a un precio muy bajo al no existir una disquera de por medio.

## Revolusound Vs Systema

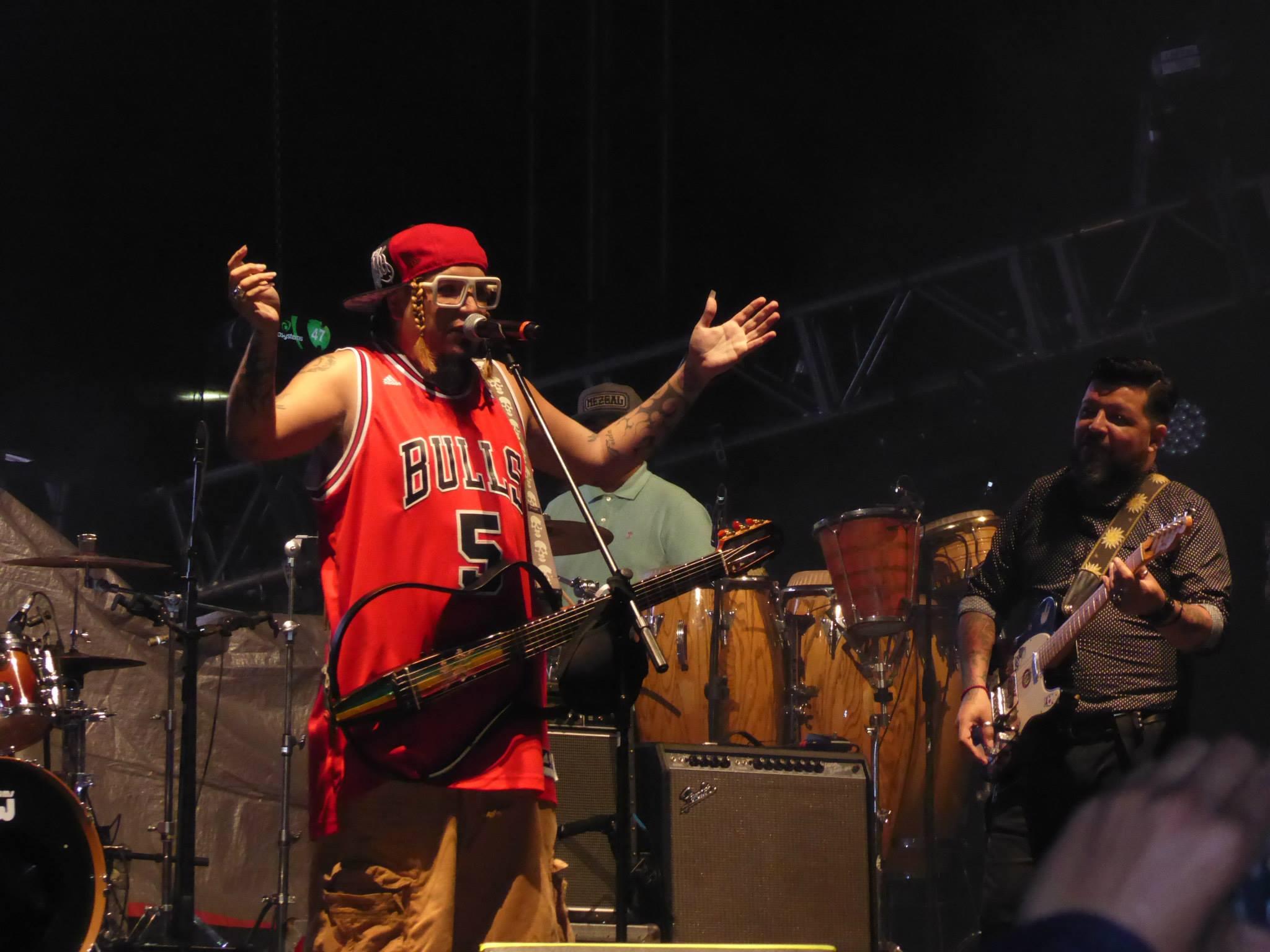
Cano Hernández, "Capricornio Man".

Tras cuatro años de no sacar un álbum, en 2010 El Gran edita su Octavo Álbum de Estudio bajo la producción de Alfonso Herrera, un disco que va en contra del sistema como su título lo dice "Revolusound Vs Systema", un disco con 20 canciones. El Álbum fue vendido solo en los conciertos.
Un disco arriesgado desde la manera de grabar con solo máximo dos tomas de cada cosa, compuesto de manera aislada por sus compositores "Capricornio Man" y "Tony Hdz", es un disco que habla de la Revolución a través del sonido, pasando por personajes como Judith Reyes, hablando de los medios de comunicación y entre otras cosas. El disco cuenta con la colaboración de Pato Machete.
Las canciones que destacan en este álbum son: "Corrupción Ska", "Revolucionar", "Judith", "Revolution Sound". El Gran Silencio participó en "Naco Es Chido - La Verdadera Historia de Botellita de Jerez-" con "Oh Dennis". Entre los featuring de esta temporada: "Osito Dormilón" con "Inspector", "Pasadas" con "Pato Machete", además de participar en "Hooligans United a Tribute to Rancid" con "Time Bomb".
Otros de los temas que se sacaron como Sencillos fuera del disco son: "Special Song" (2013) y "Red Alert" (2014).
En 2015 y para festejar su 23 aniversario publicarían mediante OneDrive "Chuntaroinéditas Sabrosound Vol. 1 Role que Role la Rola Pirata" un conjunto de canciones que El Gran Silencio no ha presentado nunca en formato físico alguno, permaneciendo pendientes de editar. Entre las canciones más destacables de este lanzamiento se encuentra "Time Bomb" un cover de la banda Rancid y "120 Beats por Minuto" canción que se planeaba lanzar originalmente en su álbum  "Súper Riddim Internacional Vol. 2" mismo que sería cancelado por la disquera.

## Warning Danger Riot Time
En 2016 después de una ausencia de seis años y con la modernidad de los tiempos y la manera de consumir música, El Gran Silencio decide publicar su primer EP "Warning Danger Riot Time" con solo cuatro canciones que forma parte de su discografía como el Noveno Álbum, Con los nombres de "Warning", "Danger", "Riot" y "Time" el disco es titulado de la misma manera, el álbum fue lanzado de manera independiente y solo vendido en los eventos de la banda. El disco corrió bajo la producción de ellos mismos.

## Sonido Adrenalina
En 2019 sacan su segundo EP, titulado "Sonido Adrenalina", que es el Décimo Álbum de Estudio, lanzado de manera independiente y grabado en Monterrey bajo la producción de la banda. Fue lanzado primero por YouTube a través de un vídeo que incluía los 5 temas tocados en un set donde se ve a la banda tocando. Este disco es totalmente en género punk y goza de metales que hacen una combinación energética. El disco fue lanzado en Plataformas Digitales en el 2020 con un tema adicional "Libera tu Corazón" en versión punk y acústica, así como con un vídeo. El disco fue lanzado finalmente con 7 canciones.

## Discografía
- Dofos (1996 Independiente - LP - Casete)
- Libres y locos (1998 EMI - LP)
- Chúntaros radio poder (2000 EMI - LP)
- Súper Riddim Internacional Vol. 1 (2003 EMI - LP)
- Comunicaflow Underground (2006 EMI - LP)
- Vi/Vo (2008 Independiente - LP Doble En vivo)
- Revolusound Contra Systema (2010 Independiente - LP)
- Warning Danger Riot Time (2016 Independiente - EP)
- Sonido Adrenalina (2019 Independiente - EP)
- Un Gran Homenaje (2022 - LP)
- Audiophilia Subliminal Dub Hi-Fi (2022 - LP)

## Colaboraciones
- Radical Mestizo dos punto mil (2000 Revelde Discos - recopilatorio)
- Peret Rey de la Rumba (2000 Virgin - recopilatorio)
- Fuerza Vol. 1 (2000 Virgin - recopilatorio)
- Cumbia poder con Celso Piña (2001 Barrio bravo - álbum de Celso Piña)
- Exorciza tus miedos con Cecilia Toussaint (2002 Otro Lugar - álbum de Cecilia Toussaint)
- No tengo dinero con los Kumbia Kings y Juan Gabriel (2003 4 - álbum de los Kumbia Kings)
- Con todo el sabor con Los Capi (2003 Con todo el sabor - álbum de Los Capi)
- No te la vas a acabar con Los Capi (2003 Con todo el sabor - álbum de Los Capi)
- KCRW Sound Ecléctico (2005 - recopilatorio)
- Lo que un día fue no será (1998 - Un Tributo (a José José) - tributo (a José José)
- Ciudad matriz (con Lingo Squad, Control Machete, La Rivera)
- A los piropos con Los Auténticos Decadentes (Sigue tu camino - 2003)
- El hijo del machín Machingón (Soy el Hijo del machín - 2005)
- Oh Dennis [2010 recopilatorio, La banda sonora (naco es chido)]
- Time bomb (Cover de Rancid) [Hooligans United a Tribute to Rancid - 2015]
- Sueño con el mar (2000 Javier Lopez y sus Reyes Vallenatos)
- Todo se lo debo a mi mánager  (Sound Track El precio de la gloria 2000)
- Caminando  (Sound Track El precio de la gloria 2000)
- Dejenme si estoy llorando  (Sound Track piedras verdes 2000)
- América  (Tributo a Los Tigres del Norte 2001)
- Para olvidarme de ti con Ladrón (2018 Se Roba a Grandes Artistas - álbum de Ladrón)

## Integrantes
- Tony Hernández [voz y guitarra] (Monterrey)
- Cano Hernández [voz y guitarra] (Monterrey)
- Iván Monsiváis [batería] (Monterrey)
- Wiwa Flores [bajo] (Monterrey)
- Palmas Martínez [Percusiones] (Monterrey)
- Fernando Alvarado [Trombón] (Monterrey)
- Juanki Sandoval [Trompeta] (Monterrey)
- Rey Rodríguez [teclados] (Monterrey)

Exmiembro
•Isaac "Campa" Valdez [acordeón]
(Monterrey)

## Controversias
En el año "2001" la agrupación regiomontana llegó a tener problemas con la agrupación lagunera "chicos de barrio" ya que el motivo era por el parentesco de géneros y por un tema que grabaron ambas agrupaciones, chicos de barrio (el baile del gavilán) y el gran silencio (chuntaro style) en una entrevista para el programa "Night Show" de Monterrey el colombiano Nicho Colombia acordeonista de Chicos De Barrio dijo (el baile del gavilán es un género originario de Colombia, es una mezcla de varios géneros como "cumbia, vallenato, ska, rock" no es ninguna copia de nada, si escuchan bien ambas canciones llevan el mismo ritmo pero no la misma letra, el baile del gavilán la escribo dimas maciel y chuntaro style Cano hernández) comento en la entrevista, pese a eso hoy en día ambas agrupaciones decidieron olvidar eso y dejarlo en el pasado y llevan una buena amistad tanto que hasta han compartido escenario juntos en Torreón y Monterrey cuando tocan juntos.

### Salida de Isaac "Campa" Valdés
En diciembre de 2021, el acordeonista Isaac Valdés, conocido como Campa dejó de formar parte de El Gran Silencio. De acuerdo con el vocalista Tony Hernández, esto se debe a diferencias musicales e ideológicas.